# Ghalymbek Schumatow

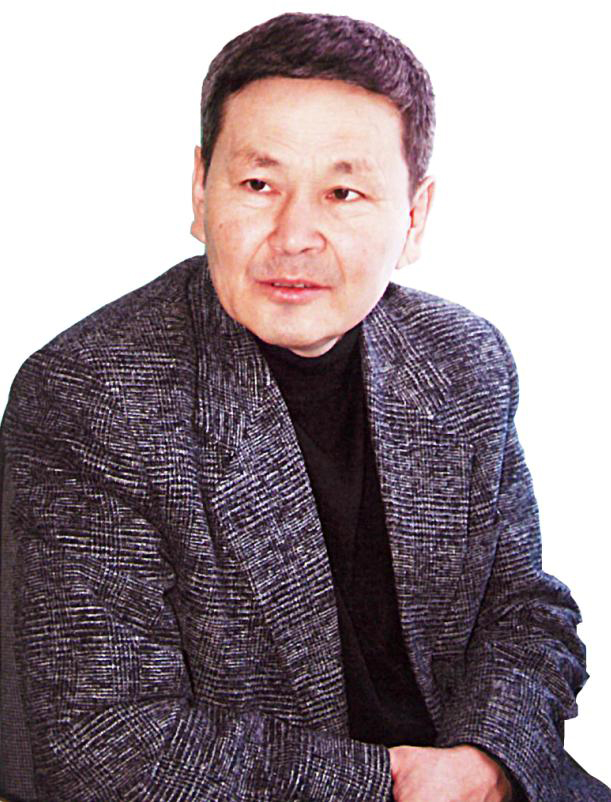
Ghalymbek Schumatow

Ghalymbek Schumatow (kasachisch Ғалымбек Сағымбайұлы Жұматов Ğalımbek Sağımbaýulı Jumatov, russisch Галымбек Сагимбаевич Жуматов Galymbek Sagimbajewitsch Schumatow; * 15. Oktober 1952 in Ülgili, Ertis (Bereich),  Pawlodar (Gebiet), Kasachische Sozialistische Sowjetrepublik) ist ein kasachischer Schriftsteller, Dichter und Journalist. Er ist Mitglied der Union der Schriftsteller von Kasachstan.

## Biografie
Im Jahr 1979 absolvierte Schumatow sein Studium an der Fakultät für Journalistik der kasachischen Staatsuniversität. Lange Zeit arbeitete bei der Regionalzeitung Qizil tu (jetzt Saryarka samaly) in Pawlodar, wo er zunächst als Journalist, später als Abteilungsleiter und schließlich als stellvertretender Herausgeber arbeitete. Von 1991 bis 1995 war er nationaler Korrespondent der Zeitung Halıq keñesi in der Region Pawlodar. Im Jahr 2007 gründete er die Wochenzeitung Schahar, die erste Zeitung Pawlodars in kasachischer Sprache. Momentan ist er Chefredakteur der Literaturzeitschrift Nayzatas.
Im Jahr 1980 begann seine Karriere als Schriftsteller.

## Werke
- Traktor qalaý jasaladı? 1984
- Ala köjek (Buntes Kaninchen) 1986
- Jalğas – jawıngerdiñ balası (Jalğas – Sohn des Soldaten) 1992
- Keñ awlalı üýdenbiz (Wir kommen aus Kinderheimen) 1992
- Biz – 42 ärippiz (Wir – 42 Buchstaben) 2003
- Jeñis jalawın jelbiretken (Hisst die Flagge des Sieges) 2005
- Ana ösïyeti (Mutter) 2006
- Sağınış sazı (Sehnsuchtsmelodie) 2006
- Mäşhür tağlımı (Mäşhür Jüsips Erbe) 2008
- Sarı beleñ (Gelbe Jahreszeiten) 2008
- Astanam äsem-asqaq än (Lieder über Astana) 2008
- Arnalı ağıs (Leben – Übersetzungen) 2013

### Lyrische Werke
- Jeñis jolı (Der Weg zum Sieg) 2005
- Maýdanger atalarğa (Veteranen des Zweiten Weltkriegs gewidmet) 2005